# Plaza de San José (Albacete)
La plaza de San José es una céntrica plaza de la ciudad española de Albacete.
Situada en el centro de la mayor zona de marcha de la ciudad, La Zona, cuenta con una gran explanada peatonal con numerosas terrazas, restaurantes y pubs. Destaca su intensa actividad nocturna. La iglesia de San José preside la plaza. 
De forma triangular, junto a ella transcurre la calle Tinte y supone el comienzo de la popular calle Tejares. Se encuentra dentro del barrio Carretas-Huerta de Marzo de la capital albaceteña.
La plaza lleva el nombre de san José en honor a José de Nazaret, el esposo de María, la madre de Jesús de Nazaret y, por tanto, padre putativo de Jesús.